# Kino „Muza”
Kino „Muza” – kino studyjne w centrum Poznania, założone w 1908 roku. Należy do Sieci Kin Studyjnych i Lokalnych oraz sieci Europa Cinemas. Od lutego 2008 kino prowadzone jest przez miejską spółkę Estrada Poznańska.

## Historia
Kino otwarto w 1908 roku pod nazwą „Theater Apollo”. W 1910 roku przybrało nazwę „Colosseum”, w 1934 – „Europa”, w 1935 – „Świt”, w 1940 – „Zentral Lichtspiele”, a w 1945 – Wolność". Obecna nazwa została nadana w latach 50. XX wieku.
Kino w 1997 przeszło kapitalny remont, po którym posiadało jedną klimatyzowaną salę ze 160 miejscami siedzącymi.
Po remoncie w 2019 kino posiada trzy sale projekcyjne: Salę 1 na parterze (175 miejsc, projektor cyfrowy SONY SRX R515, dźwięk Dolby Surround 7.1 oraz projektory analogowe 35 mm: Prexer AP 622 i Erneman 15), Salę 2 na piętrze (42 miejsca, projektor cyfrowy NEC NC 1000C, dźwięk Dolby Digital 5.1) i Salę 3 na piętrze (34 miejsca, projektor cyfrowy NEC NC 900C, dźwięk Dolby Digital 5.1). Kino posiada także taras letni, gdzie latem odbywają się projekcje.
Nad wejściem do kina znajduje się replika neonu zaprojektowanego przez Ryszarda Kulma w latach 60. XX wieku, który wisiał w tym miejscu do lat 90.